# Denis Jérome

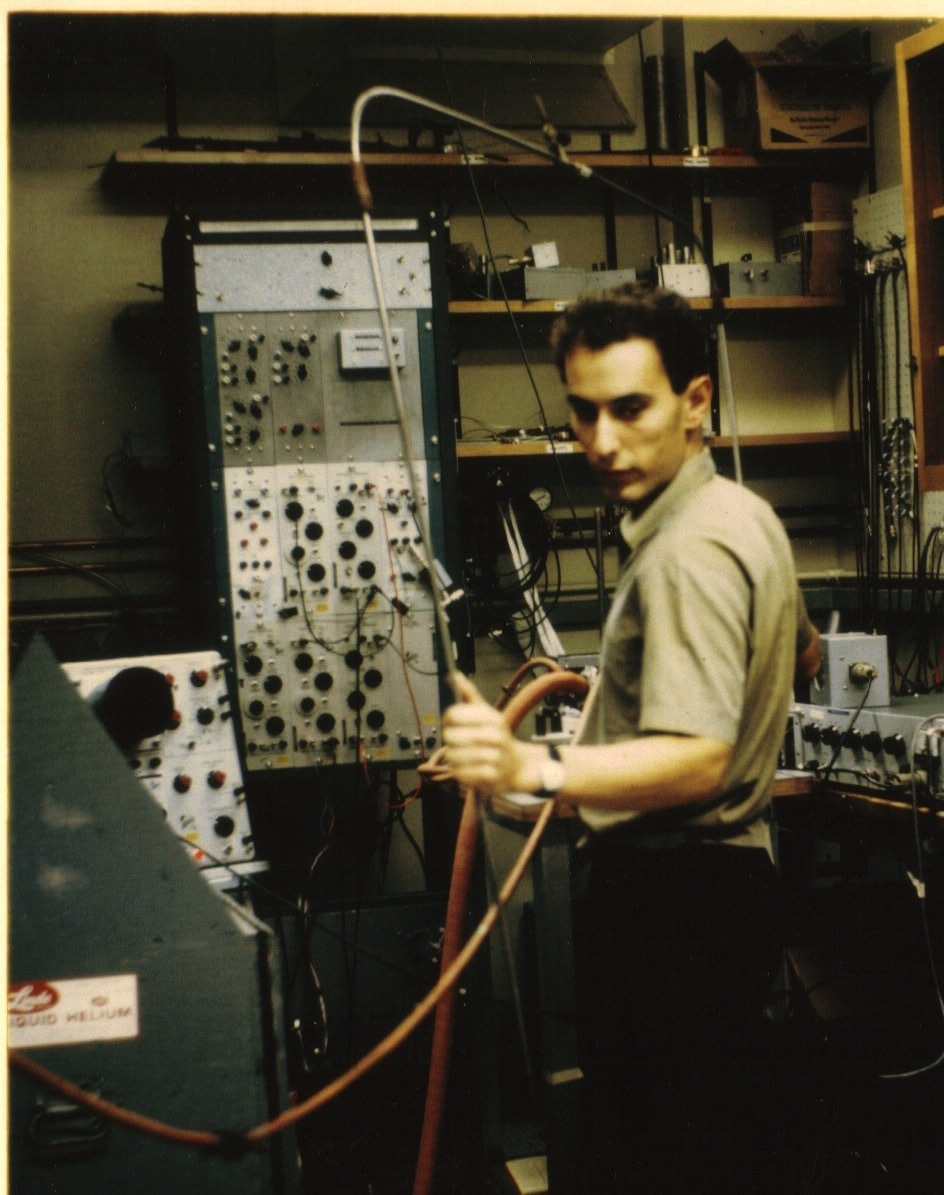

Denis Jérome (* 1939) ist ein französischer Physiker, bekannt für die Entdeckung organischer Supraleiter.
Jérome wurde 1965 an der Universität Paris-Süd in Orsay im Labor von Anatole Abragam promoviert (über den Metall-Isolator-Übergang in Phosphor-dotiertem Silizium) und war als Post-Doktorand in Harvard und der University of California, San Diego bei Walter Kohn (wo er über den Übergang zu Exzitonen-Phasen in Halbleitern unter hohen Drucken arbeitete). Ab 1967 arbeitete er für das CNRS am Labor für Festkörperphysik in Orsay, wurde 1974 Maitre de Recherche und 1980 Forschungsdirektor des CNRS. Er war dort 1967 Gründer der Gruppe für Hochdruckuntersuchung von Metallen und Legierungen und der Gruppe für niedrigdimensionale molekulare Leiter. 2004 wurde er emeritiert.
1979 entdeckte er mit Klaus Bechgaard die ersten organischen Supraleiter. Sie bilden quasi-eindimensionale Leiter und Jérome, der sie unter anderem mit NMR-Spektroskopie untersuchte, fand in ihnen Anzeichen für Abweichungen im Elektronenverhalten von Landau-Fermi-Flüssigkeiten (Luttinger-Flüssigkeit).
Jérome ist seit 1990 korrespondierendes und seit 2005 volles Mitglied der Académie des sciences.  Er war Herausgeber des Journal de Physique und dem daraus hervorgegangenen European Physical Journal B. 2004 bis 2007 war er leitender Herausgeber von Europhysics Letters.

## Veröffentlichungen
- mit H. J. Schulz Organic conductors and superconductors, Advances in Physics, Band 31, 1990, S. 299–490
- The physics of organic superconductors, Science, Band 252, 1991, 1509
- mit C. Bourbonnais One dimensional conductors, Physics World, 1998, Nr. 11, 41–45
- mit Dardel u. a.  Possible observation of a Luttinger-liquid behavior from photoemission spectroscopy in one-dimensional organic conductors, Europhysics Letters, 24, 1996, 687–692
- mit Klaus Bechgaard Organic Superconductors, Scientific American Juli 1982